# Shake It Up
Shake It Up és una sèrie original de Disney Channel. La sèrie s'estrenà el 7 de novembre del 2010 als Estats Units. Creada per Chris Thompson i protagonitzada per Bella Thorne i Zendaya, el xou descriu les aventures de la CeCe Jones i la Rocky Blue, que actuen com a ballarines de fons a un club local anomenat Shake It Up Chicago. També narra les seves desventures dins i fora del xou, els seus problemes i l'augment d'estatus social a l'institut. En Flynn, en Ty, en Deuce, en Gunther i la Tinka també tenen un paper a la sèrie. El concepte original del xou per a Disney fou crear una comèdia, però amb l'aspecte del ball. És la tercera sèrie de Disney relacionada amb la música,
 després de Hannah Montana i Sonny With A Chance.
El 16 de març del 2011 es va anunciar que la sèrie seria renovada per a una segona temporada. L'àlbum Shake It Up: Break It Down, amb la música de la sèrie, es llançà el 12 de juliol del 2011.

## Sinopsi
Shake It Up gira al vonltant de les aventures de la Cecelia "CeCe" Jones i la Raquel "Rocky" Blue, que intenten complir el seu somni de convertir-se en ballarines professionals amb l'ajuda del prestigiós programa Shake It Up Chicago, presentat per Gary Wilde. Dins el programa també hi ha en Gunther i la Tinka, dos bessons originaris d'un país muntanyós i rural fictissi. La relació entre ells i les noies no és precisament gaire bona, i es fan la punyeta els uns als altres tot sovint. D'altra banda, Shake It Up també ens mostra les aventures d'en Flynn, el germà petit de la CeCe, d'en Tyler "Ty", el germà gran de la Rocky, i d'en Martin "Deuce".

## Producció
La idea de Disney, en un principi, portava el nom de Dance, Dance, Chicago, i més tard simplement Dance, Dance. La història original va ser descrita com el viatge de dues nenes en un xou tipus "quiosc de música". Els productors veterans de la televisió Chris Thompson i Rob Lotterstein foren assignats per treballar en la història. El càsting del programa començà l'octubre del 2009. Bella Thorne i Zendaya en foren les vencedores. El 21 de maig del 2010, amb el canvi de títol a Shake It Up ja revelat, la producció anuncià que el xou començaria al juliol, i que acabaria a la tardor. El president de Disney Entertainment, Gary Marsh digué que el duo Bella Thorne i Zendaya era el millor que havia vist a la televisió. Lo que fa el xou diferent de la resta i que també fa que tingui tant d'èxit és, segons Marsh, "que encara que les comèdies d'amics han estat presents des de l'inici de la televisió, aquesta és la primera vegada que algú hi ha incorporat el ball a la premissa subjacent d'una sitcom".
L'èxit de la sèrie és força major que el que tingueren en el seu moment Hannah Montana i Wizards Of Waverly Place. A més, el xou és la segona sèrie de Disney que té un programa dins del programa, com So Random! dins Sonny With A Chance/So Random!. Chuck Barney va dir que l'entremat de la sèrie "juga amb el típic estil Disney i línies de la història sense complicacions, l'humor ampli i l'elevació moral".En una entrevista, Bella Thorne va dir que "e tracta d'un xou que va a través de les coses que els adolescents viuen tots els dies. La història és molt realista. He viscut majoria d'aquests problemes". Rosero McCoy, el coreògraf de Camp Rock i Camp Rock 2: The Final Jam va ser escollit per ser el coreògraf de Shake It Up, juntament amb Claude Racine.
La sèrie, gravada als Àngeles és l'última incursió de Disney en sèries musicals, precedida per Hannah Montana, Jonas/Jonas L.A. i I'm In The Band. D'acord amb Rick Bently, l'ambientalisme de la sèrie va ser per capitalitzar l'èxit dels programes de ball actuals com Dancing With The Stars i So You Think You Can Dance. La música original per a la sèrie ha sigut produïda i gravada per l'elenc del programa i diversos artistes, amb la cançó Shake It Up interpretada per la mateixa Selena Gomez. El tema va ser escrit per Aris Archontis, Lurie Jeanne y Neeman Chen, que també escriveren els temes d'entrada de Sonny With A Chance i Good Luck Charlie, mentre que la majoria de la música original de la sèrie va ser composta per Michael Corcoran, Eric Goldman y Kelley Zed.

## Recepció
D'acord amb Nielsen Media Research, la sèrie Shake It Up obtingué aproximadament 6,2 milions d'espectadores, convertint-se en la sèrie de major audiència de la història de Disney Channel. Va obtenir una qualificació d'11,0 (2,7 milions d'espectadores).

## Actors

### Principals
- Bella Thorne com la Cecelia "CeCe" Jones (la personatgessa principal). 
 És confident i entremaliada, li encanta la moda i divertir-se fou l'impuls principal per sortir a Shake It Up Chicago. Té dislèxia (igual que Bella Thorne realment). Viu amb la seva mare i el seu germà petit Flynn. Els seus pares estan divorciats i el seu pare està constantment de viatge de negocis.
- Zendaya com la Raquel "Rocky" Blue. 
 És molt bona i molt optimista, sempre està disposada a fer-ho tot el que sigui bo. Li encanta l'escola i és molt bona estudiant. La Rocky va ser la primera de les dues a obtenir un paper a Shake It Up Chicago. No li agrada buscar-se problemes i posa tota la seva il·lusió en tot lo que fa. Germana petita d'en Ty, té un gran estil que torna boig a més d'un noi de l'institut i del programa. El seu pare també és un pare absent.
- Davis Cleveland com en Flynn Jones. 
 És el germà petit de la CeCe. Descrit com "molt més savi del que és normal a la seva edat", les seves característiques inclouen tenir una passió per la cansalada, els videojocs i molestar la seva germana gran.
- Adam Irigoyen com en Martin "Deuce" Martinez. 
 És el millor amic de les noies.
- Roshon Fegan com en Tyler "Ty" Blue. 
 És el germà gran de la Rocky. Tot i que és un ballarí expert, va deixar passar l'oportunitat d'entrar a Shake It Up Chicago, defensant-se dient que no balla "per al sistema", sinó per a les dones. La seva personalitat es descriu com a hip, bonic i sarcàstic, i és un faldiller autoproclamat.
- Kenton Duty com en Gunther Hessenheffer. 
 Va arribar a Chicago com a estudiant d'intercanvi d'un petit país muntanyós al primer curs. El nom del país mai no es menciona perquè és un país fictissi, no existeix. Ell i la seva germana són els amienemics de la Rocky i de la CeCe a l'escola i al programa. Cada vegada que es presenten, diuen: "Em dic Gunther! I jo Tinka! I zom... ELZ HESSENHEFFERS!"
- Caroline Sunshine com la Tinka Hessenheffer. 
 És la germana bessona d'en Gunther.

### Secundaris
- R. Brandon Johnson com en Gary Wilde
- Anita Barone com la Georgia Jones
- Buddy Handleson com en Henry Dillo
- Ainsley Bailey com la Dina Garcia
- Carla Renata com la Marcie Blue

## Temporades
| Temporada   | Episodis    | EUA                    | EUA                | Països Catalans Sud  | Països Catalans Sud  | Catalunya Nord         | Catalunya Nord         | l'Alguer               | l'Alguer               |
| Temporada   | Episodis    | Començament            | Fi                 | Començament          | Fi                   | Començament            | Fi                     | Començament            | Fi                     |
| ----------- | ----------- | ---------------------- | ------------------ | -------------------- | -------------------- | ---------------------- | ---------------------- | ---------------------- | ---------------------- |
| 1           | 21          | 7 de novembre de 2010  | 21 d'agost de 2011 | 8 d'abril de 2011    | 13 de gener de 2012  | 20 d'abril de 2011     | 14 de desembre de 2011 | 27 de maig de 2011     | 7 d'octubre de 2011    |
| 2           | 28          | 18 de setembre de 2010 | 12 d'agost de 2012 | 20 de gener de 2012  | no finalitzada       | 14 de desembre de 2011 | no finalitzada         | 2 de desembre de 2011  | no finalitzada         |
| 3           | 30          | 23 de setembre de 2012 | no finalitzada     | no estrenada         | no finalitzada       | no estrenada           | no finalitzada         | no estrenada           | no finalitzada         |
| encreuament | encreuament | 5 de juny de 2011      | 5 de juny de 2011  | 12 d'octubre de 2011 | 12 d'octubre de 2011 | 7 de novembre de 2011  | 7 de novembre de 2011  | 25 de novembre de 2011 | 25 de novembre de 2011 |

## Banda sonora
Shake It Up: Break It Down és la banda sonora de la sèrie de Disney Channel Shake It Up. Va ser llançat el 12 de juliol del 2011 als EUA amb un combo de dos discos CD+DVD, amb el DVD que mostra els passos de ball.

## Curiositats
- A l'episodi Age It Up, en Justin Star és una clara paròdia de l'adolescent Justin Bieber, ja que és molt consentit i va d'estrelleta.

## Premis
| Any  | Premi                                     | Per a        | Resultat   |
| ---- | ----------------------------------------- | ------------ | ---------- |
| 2010 | Young Artist Awards                       | Bella Thorne | Guanyadora |
| 2011 | Outstanding Young Ensemble In a TV Series | Shake It Up  | Nominat    |